# Chiesa di Santa Maria Assunta (Onsernone)
La chiesa di Santa Maria Assunta è un edificio religioso tardomedievale che si trova a Russo, frazione di Onsernone in Canton Ticino.

## Storia
La prima menzione dell'edificio risale al 1365, anno della fondazione dello stesso. La chiesa era originariamente dipendente dalla chiesa di San Remigio a Loco. Subì ampliamenti nel XV, XVII e XVIII secolo.

## Descrizione
Sulla facciata della chiesa spicca l'affresco di un San Cristoforo databile al XV secolo.